# Beautiful Boyz
Beautiful Boyz is een ep van CocoRosie, uitgegeven op 14 september 2004 door Touch and Go Records. De ep is te verkrijgen als muziekdownload, maar er werd ook een fysieke kopie verdeeld. De eerste twee tracks zijn dezelfde als die op het eerste album La maison de mon rêve.
De eponieme laatste track verschilt van de versie op Noah's Ark, gezien deze niet ingezongen wordt door Antony Hegarty van Antony and the Johnsons. Het is een hommage aan de homoseksuele Franse schrijver Jean Genet. 

## Tracks
1. "By Your Side"
2. "Terrible Angels"
3. "Beautiful Boyz"